# Ферфілд (Коннектикут)
Ферфілд, Фейрфілд (англ. Fairfield) — місто (англ. town) на північному сході США, в окрузі Ферфілд штату Коннектикут, на узбережжі протоки Лонґ-Айленд; південно-західне передмістя Бріджпорта. Населення — 61 512 особи (2020).
У Ферфілді розвинена авіаційна, хімічна, легка промисловість, ювелірне виробництво, також розвинене як морської курорт. У місті розташований Ферфілдський університет. У Ферфілді народилися жили і працювали багато нині відомих спортсмені, акторів, політиків, тощо. Наприклад, актор Бен Фостер, тенісист Джеймс Блейк, актриса Лінда Козловські, відомий фотограф Девід Лашапель, актриса Меґ Раян та ін.

## Демографія
Згідно з переписом 2010 року, у місті мешкали 59 404 особи в 20 457 домогосподарствах у складі 14 846 родин. Було 21648 помешкань
Расовий склад населення:
| - 91,6 % — білих - 3,7 % — азіатів - 1,8 % — чорних або афроамериканців - 0,1 % — корінних американців - 1,2 % — осіб інших рас |

До двох чи більше рас належало 1,6 %. Частка іспаномовних становила 5,0 % від усіх жителів.
За віковим діапазоном населення розподілялося таким чином: 25,4 % — особи молодші 18 років, 59,6 % — особи у віці 18—64 років, 15,0 % — особи у віці 65 років та старші. Медіана віку мешканця становила 40,0 року. На 100 осіб жіночої статі у місті припадало 90,6 чоловіків; на 100 жінок у віці від 18 років та старших — 85,5 чоловіків також старших 18 років.
Середній дохід на одне домашнє господарство становив 184 545 доларів США (медіана — 127 746), а середній дохід на одну сім'ю — 214 930 доларів (медіана — 154 937). Медіана доходів становила 107 081 долар для чоловіків та 73 720 доларів для жінок. За межею бідності перебувало 4,7 % осіб, у тому числі 4,3 % дітей у віці до 18 років та 3,5 % осіб у віці 65 років та старших.
Цивільне працевлаштоване населення становило 28 990 осіб. Основні галузі зайнятості: освіта, охорона здоров'я та соціальна допомога — 24,9 %, науковці, спеціалісти, менеджери — 17,9 %, фінанси, страхування та нерухомість — 15,0 %.

## У культурі
У Ферфілді знімалися фільми:
- Man On A Swing (1974)
- Степфордські дружини (1975)
- Robbie the Rabbit (1998)
- Racewalk (2000)
- More Than Skin Deep (2002)
- Тато студентки (2008)
- Революційна дорога (2008). У головних ролях Леонардо Ді Капріо, Кейт Вінслет, Кеті Бейтс)

Також в Ферфілді відбувається дія першої компанії гри Left 4 Dead — «No Mercy»